# Melm (Weiher)
Die Melm ist ein Weiher in der Stadt Ludwigshafen am Rhein auf der Gemarkung des Stadtteils Oggersheim in der Siedlung Notwende/Melm, der beim Abbau von Kies entstanden ist. In den Jahren von 2002 bis 2006 wurde dem Gewässer immer eine gute bis ausgezeichnete Wasserqualität bestätigt. Bis ins Jahr 2009 wurde der Weiher als Strandbad von der Stadt selbst betrieben. Wegen notwendiger Sanierungsmaßnahmen, hoher Unterhaltskosten und der rückläufigen Badegastzahlen stellte die Stadt den Badebetrieb trotz guter Wasserqualität ein. Seitdem verwildert das Gelände, das den Bürgern künftig als Naherholungsgebiet ohne Badeerlaubnis dienen soll. Die Europäische Union strich das Gewässer daraufhin 2012 von der Liste der Badeseen.
Zur Badezeit gab es auf dem Gewässer ein Badefloß und am Rand Sprungtürme von ein und drei Meter Höhe. Der Eintritt zum Strandbad war stets kostenfrei, dafür erfolgte das Baden auf eigene Gefahr. Für Kinder gab es ein max. 50 cm tiefes separat angelegtes Becken mit Rutsche. Dieses Becken wurde mit Sand verfüllt und ist nun Zentrum eines Spielplatzes, der nach und nach angelegt wird. Weiterhin gibt es am Weiher eine Wache der DLRG.
Melm ist ursprünglich ein alter Flur zwischen Oppau und Oggersheim. Eigentlich der Melm, aber heute umgangssprachlich die Melm bedeutet Sand, Staub und hängt vermutlich mit dem Wort Mulm und mahlen zusammen. Die Nutzung des Melmgebietes führte über Jahrhunderte zu einem Streit zwischen Oppau und Oggersheim.